# Separatorenfleisch

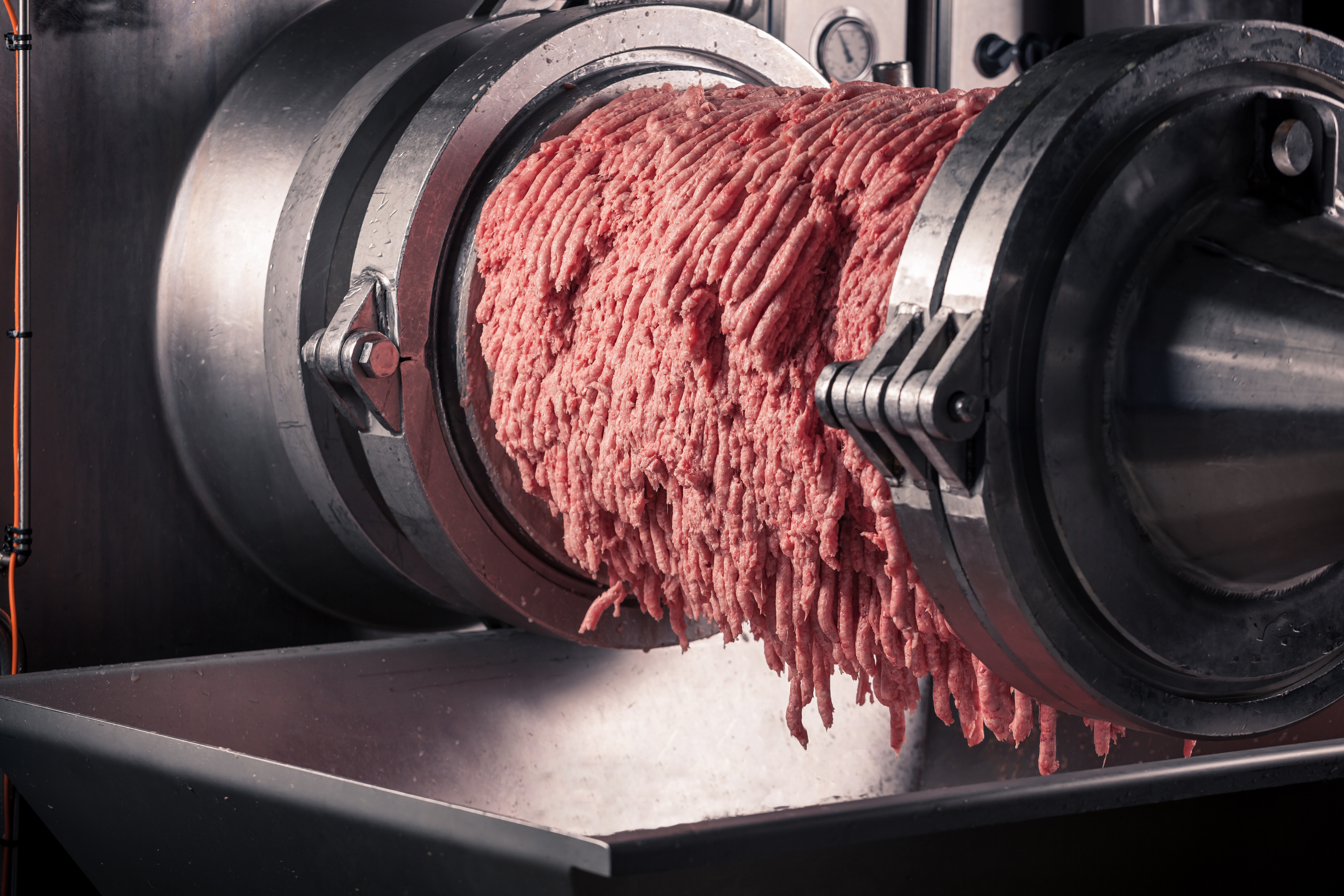
Hähnchenfleisch wird durch den Lochzylinder einer Separatormaschine gepresst

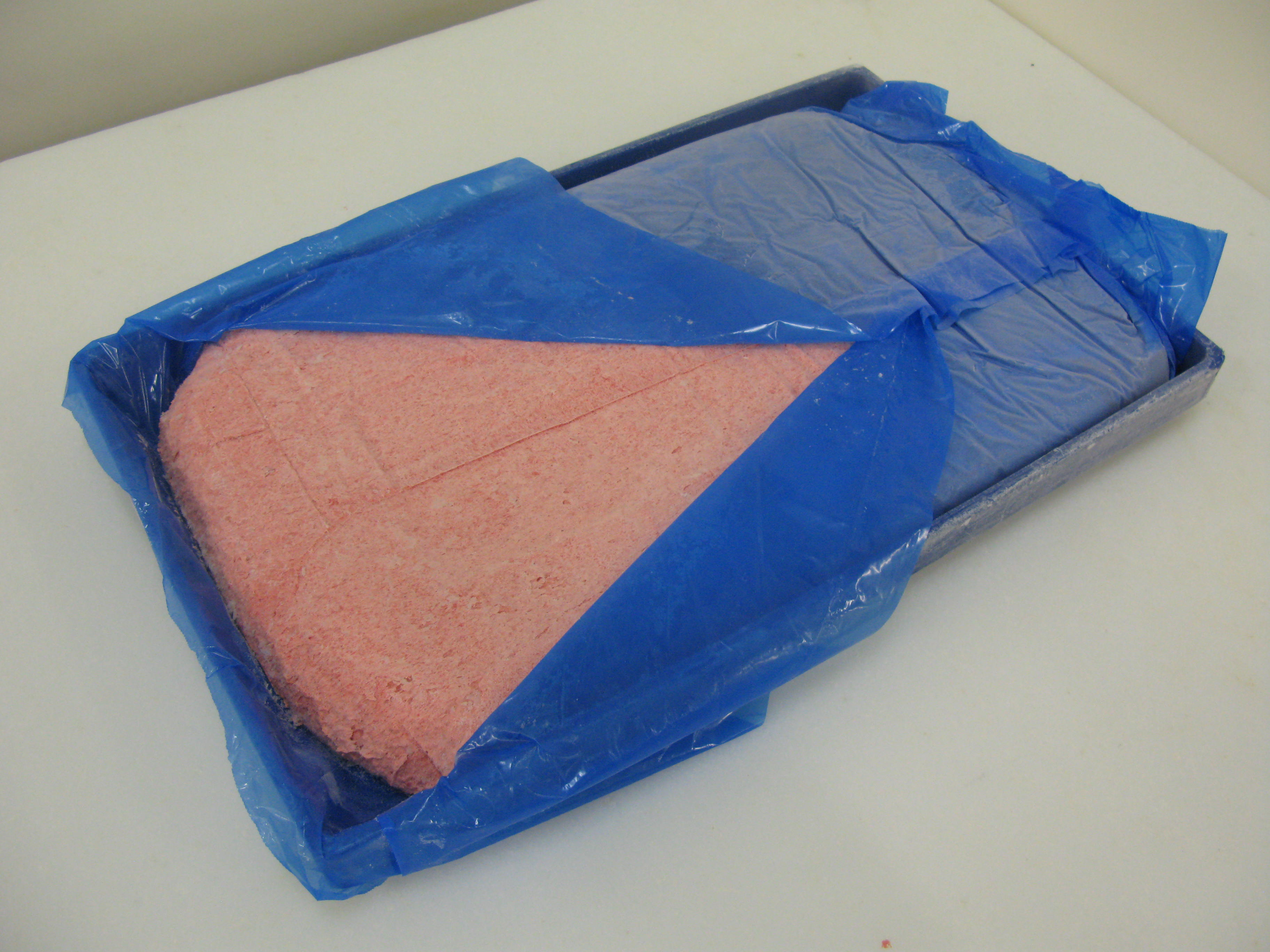
Mechanisch vom Knochen getrenntes Hühnchenfleisch

Unter Separatorenfleisch versteht man maschinell von Knochen gelöste Fleischteile, bei denen die Struktur der Muskelfasern verändert wird. Es fällt nicht mehr unter die lebensmittelrechtliche Definition von Muskelfleisch und muss gemäß Anhang VII Teil B Nr. 18 der europäischen Lebensmittel-Informationsverordnung entsprechend gekennzeichnet werden. Es kann zur Herstellung vieler Produkte verwendet werden und stellt eine preisgünstige Alternative zur Verarbeitung anderen Fleisches dar. Separatorenfleisch ist nach der Herstellung pastös und sieht Hackfleisch bzw. Faschiertem ähnlich, ist jedoch von anderer Zusammensetzung.
Varianten und Bezeichnungen:
- im Niederdruckverfahren (bis 100 bar) abgelöstes Fleisch, auch als 3-mm-Fleisch bezeichnet,
- im Hochdruckverfahren (über 100 bar) abgelöstes Fleisch ergibt eine pastöse Konsistenz, ähnlich Wurstbrät
- Baader-Fleisch, das in einem als Baader bezeichneten Trennwolf von Bindegewebe, Knorpel und Sehnen befreites Separatorenfleisch
- Furcula-Fleisch, das vom Gabelbein von Geflügel separierte Fleisch
- Verarbeitungs-Fleisch, eine nicht definierte Handelsbezeichnung für Separatorenfleisch
- Knochenputz, die traditionelle Bezeichnung für mit der Hand vom Knochen abgetrenntes Fleisch, etwa mit einem Schiermesser.

Nach der Verordnung (EG) Nr. 853/2004 werden zwei Qualitäten unterschieden:
- Separatorenfleisch bei dessen Herstellung die Struktur der Knochen nicht zerstört wurde und dessen Calciumgehalt 0,1 % nicht übersteigt. Kann auch ohne Hitzebehandlung in Fleischzubereitungen und Fleischerzeugnissen verwendet werden, sofern es nach der Hackfleisch-Verordnung verarbeitet bzw. die mikrobiologischen Kriterien nach Verordnung (EG) Nr. 2073/2005 Anhang I Kapitel I Nr. 1.7 und Kapitel II Nr. 2.1.7 eingehalten werden.
- Sonstiges Separatorenfleisch darf nur zu hitzebehandelten Fleischerzeugnissen in zugelassenen Betrieben verarbeitet werden.

Handwerklich arbeitende Metzgereien verwenden Schiermesser oder rotierende Rundklingen („Whizzardgerät“) zum Abtrennen des Fleisches.
In Großbetrieben lösen Separatoren das Fleisch in einem Zylinder durch Scherkräfte und Reibung von den Knochen und pressen es anschließend durch eine Lochscheibe an der Knochen- und Knorpelteile hängenbleiben.
Furcula-Fleisch vom Geflügel wird in Kolbenseparatoren oder Baader-Maschinen von den Gabelbeinen gewonnen.
Die abgelösten Fleischreste können mit Eis und Kochsalz vermengt in einer Zentrifuge bzw. Baader-Maschine von Fett und Bindegewebe getrennt und als flüssige Fleischhomogenat zur Herstellung von Brühwurst verwendet werden.
Nach der TSE-Verordnung VO (EG) 999/2001 darf Separatorenfleisch von Rindern, Ziegen und Schafen  in den Mitgliedsstaaten der EU nicht mehr hergestellt oder verwendet werden, um zu vermeiden, dass mit Bestandteilen von Hirn und Rückenmark Prionen in das Separatorenfleisch gelangen. Rund 88 % des Separatorenfleischs in Deutschland stammt seitdem von Geflügel und fast der gesamte Rest vom Schwein.

## Herstellung
Da die manuelle Ablösung des Restfleisches ein sehr arbeitsaufwändiger Prozess ist, werden mehrere maschinelle Methoden angewandt:
- Die fleischbehafteten Knochen werden grob zerkleinert, anschließend durch einen löchrigen Zylinder gedrückt. Die Knochen- und Knorpelteile verbleiben im Zylinder, während das Restfleisch darunter gesammelt wird.
- Alternativ werden zur Trennung die mit Restfleisch behafteten Knochen durch Hochdruckwalzen geleitet.
- Bei gering mechanisierter Schlachtung werden die Knochen an die rotierenden, die Fleischreste abstreifenden Bürstenköpfe aus Draht- oder Hartgummiborsten gehalten.
- Das Fleisch kann vom Knochen durch einen Hochdruckwasserstrahl separiert werden,[3] wie es vor allem bei Hühnern für Hühnerformfleisch in Chicken-Nuggets geschieht.

Das zu separierende Material darf nicht älter als fünf Tage post mortem sein. Die Knochen müssen ab dem Zeitpunkt der Schlachtung bis zum Separieren durchgehend auf unter 2 °C temperiert werden.
Durch das mechanische Pressen über eine Filteranlage wird anteilig Calcium aus den Knochen herausgepresst und gelangt so in das separierte Fleisch. Es gilt die Höchstgrenze von 0,1 % Calcium im frischen Erzeugnis. Dieser Wert ist nur über ein Labor zu ermitteln. Durch das Pressen entsteht Wärme. Das Separatorenfleisch kommt so schnell auf höhere Temperaturen und muss sofort gekühlt werden. Eine Lagerung ist nach § 15 Tier-LMHV nur bei +2 °C oder tiefgefroren bei −18 °C zulässig.
Die Haltbarkeit des separierten Materials liegt zwischen drei Monaten und einem halben Jahr. Das MHD richtet sich nach mikrobiologisch ermittelten Laborwerten. In der Regel wird das Material in Blöcken schockgefrostet und auf Paletten verbracht.
Am Ende des Herstellungsprozesses gelten mikrobiologische Grenzwerte für die aerobe mesophile Keimzahl sowie E. coli, die regelmäßig zu überprüfen sind. Sind Salmonellen nachweisbar, so darf es nur in wärmebehandelten Fleischerzeugnissen verarbeitet werden.

## Einsatz
Separatorenfleisch kann bei der Herstellung verschiedener Wurstwaren verwendet und auch angebraten werden, es eignet sich zur Herstellung von Brühe oder Fleischpasten. Es ist außerdem als Futtermittelzusatz für Tiernahrung verwendbar. In Deutschland werden pro Jahr 70.000 Tonnen Separatorenfleisch verarbeitet.

## BSE
Mit den ersten Meldungen über die Erkrankung BSE geriet das Herstellungsverfahren und die Verwendung des Separatorenfleisches in Kritik. Durch das vorherige Zerkleinern der Knochen sowie den hohen Druck, mit dem die Knochen-/Fleischmasse durch den Zylinder gedrückt wird, kann nicht ausgeschlossen werden, dass Nervengewebe, Sehnen und Knochenreste sowie Rückenmarksteile in die Weiterverarbeitung gelangen. Diese Reste gelten als potentielle Träger von Prionen und damit als mögliche Auslöser der BSE-Krankheit bei Tieren bzw. der Creutzfeldt-Jakob-Krankheit beim Menschen.

## Verbot
In der EU ist seit 2001 die Einfuhr oder Gewinnung von Separatorenfleisch verboten, wenn das Material von Wiederkäuern aus Gebieten mit hoher BSE-Inzidenz, die nicht in einem anerkannten Verfahren negativ getestet wurden, und aus Knochen vom Kopf oder von der Wirbelsäule von Schafen, Ziegen oder Rindern aus nicht BSE-freien Gebieten stammt.
Separatorenfleisch anderer Tiere (Schweine, Hähnchen und anderes Geflügel, Kaninchen etc.) muss auf dessen Verpackung gekennzeichnet werden.

## Nachweis
Der Nachweis von Separatorenfleisch kann durch eine mikroskopische Untersuchung auf Knochen- und Knorpelpartikel erfolgen, die vorher mithilfe der Alizarin-S-Färbung angefärbt werden. Die Ergebnisse dieser Untersuchung weisen jedoch nur auf die Verwendung von Separatorenfleisch hin, liefern aber keinesfalls einen gültigen Nachweis.
Es besteht auch die Möglichkeit, den Calciumgehalt im jeweiligen Lebensmittel zu bestimmen. Wird der Anteil von 0,1 Prozent überschritten, so handelt es sich um Separatorenfleisch.
Im Rahmen einer Studie an der Hochschule Bremerhaven unter der Leitung von Steffan Wittke ist es gelungen, eine neue Nachweismethode für Separatorenfleisch in Wurstwaren aus Hähnchenfleisch zu finden.
Beim maschinellen Ablösen der Fleischreste kann nicht verhindert werden, dass auch Bandscheiben- und Knorpelbestandteile ins Separatorenfleisch gelangen. Sowohl in dem Knorpel als auch in der Bandscheibe ist der Strukturprotein Kollagen 2 alpha I enthalten, das mithilfe einer Massenspektrometrie (LC-MS/MS) nachgewiesen werden kann.

## Unwort des Jahres
„Separatorenfleisch“ war im Jahr 2000 bei der Wahl zum Unwort des Jahres ein „weiteres Unwort“ neben dem „Gewinner“ National befreite Zone. Nach Ansicht der Jury handle es sich bei dem Begriff um eine „seriös klingende, bei BSE-Verdacht besonders unangemessene Bezeichnung von Schlachtabfällen“.

## Weblink
- Hannes Vogel: Wurst unter Verdacht (Die Spur) in der ZDF-Mediathek. Video (44 Min.), abrufbar bis 17. April 2026